# Daiki Watari
Daiki Watari (渡 大生 Watari Daiki?, 25 de junio de 1993 en Hiroshima, Hiroshima) es un futbolista japonés que se desempeña como delantero en el Avispa Fukuoka de la J1 League.

## Trayectoria

### Clubes
| Club                | País  | Año       |
| ------------------- | ----- | --------- |
| Giravanz Kitakyushu | Japón | 2012-2015 |
| Tokushima Vortis    | Japón | 2016-2017 |
| Sanfrecce Hiroshima | Japón | 2018-2019 |
| Oita Trinita        | Japón | 2020      |
| Avispa Fukuoka      | Japón | 2021-     |

## Estadística de carrera

### J. League
| Club                | Año   | J. League | J. League | Copa J. League | Copa J. League | Total | Total |
| Club                | Año   | Part.     | Goles     | Part.          | Goles          | Part. | Goles |
| ------------------- | ----- | --------- | --------- | -------------- | -------------- | ----- | ----- |
| Giravanz Kitakyushu | 2012  | 24        | 5         | -              | -              | 24    | 5     |
| Giravanz Kitakyushu | 2013  | 34        | 8         | -              | -              | 34    | 8     |
| Giravanz Kitakyushu | 2014  | 37        | 4         | -              | -              | 37    | 4     |
| Giravanz Kitakyushu | 2015  | 35        | 7         | -              | -              | 35    | 7     |
| Tokushima Vortis    | 2016  | 41        | 12        | -              | -              | 41    | 12    |
| Tokushima Vortis    | 2017  | 42        | 23        | -              | -              | 42    | 23    |
| Total               | Total | 213       | 59        | 0              | 0              | 213   | 59    |